# Heinrich Bötel

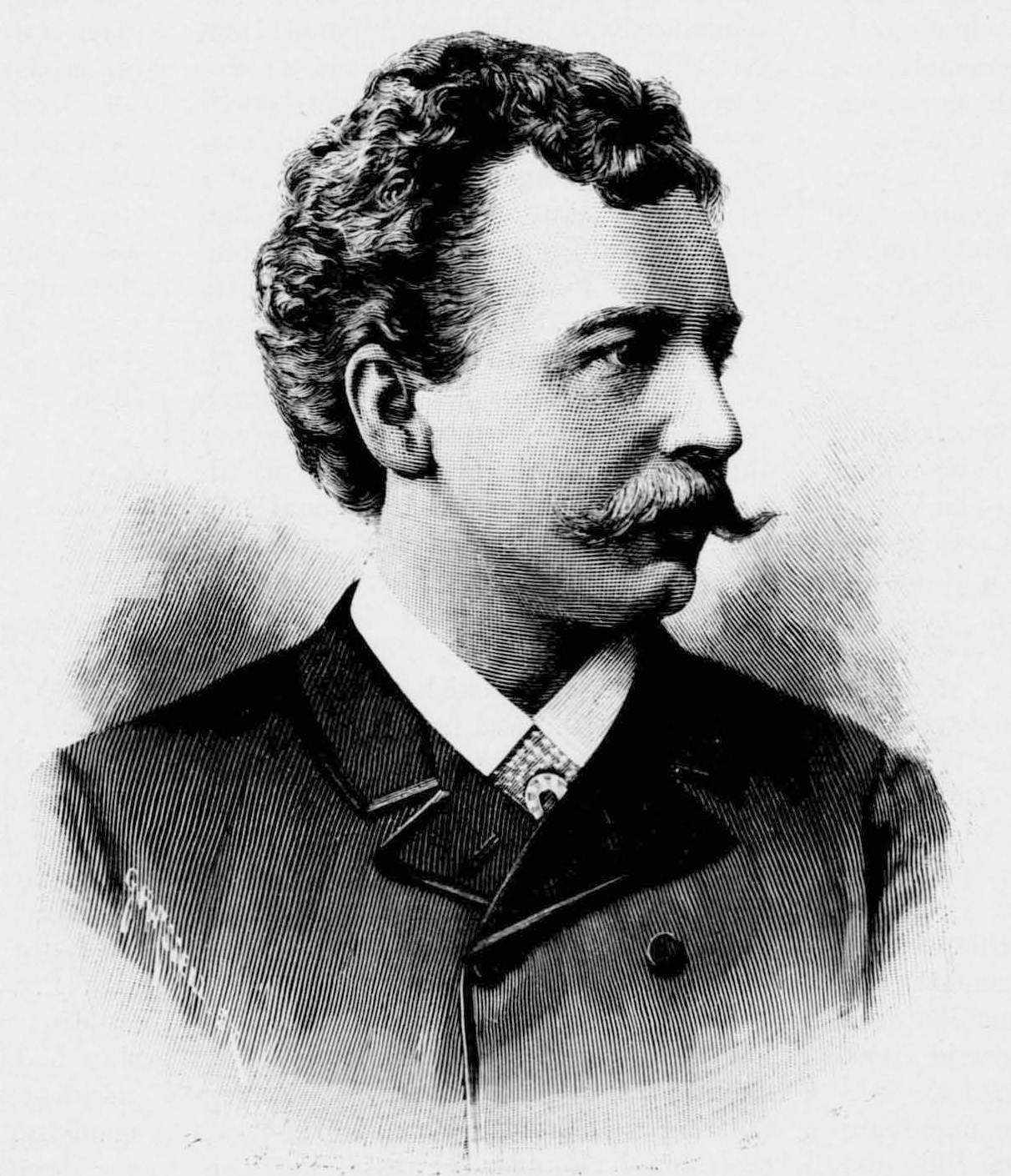
Heinrich Bötel. Xylographie in der Zeitschrift Svensk musiktidning 1890

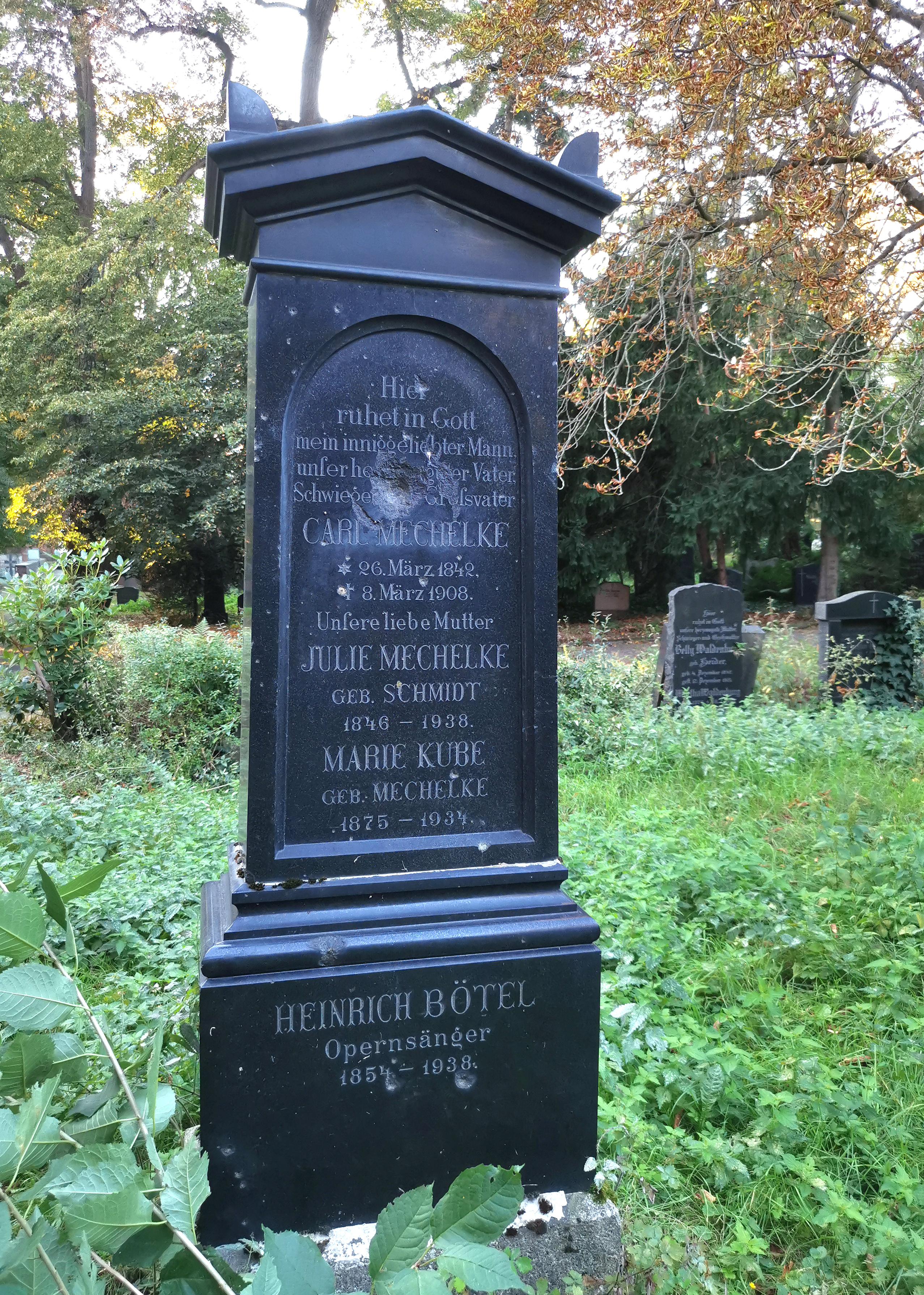
Grab auf dem St.-Marien- und St.-Nikolai-Friedhof I, Abt. VIII

Heinrich Friedrich Bötel (6. März 1854 in Hamburg – 5. Januar 1938 ebenda) war ein deutscher Opernsänger (Tenor).

## Leben
Bötel war von seinem 14. bis zu seinem 18. Jahr im Fuhrwerksgeschäft seines Vaters tätig. Nachdem er seiner Militärpflicht bei einem Husarenregiment nachgekommen war, nahm er 1876 wieder seine bürgerliche Existenz als Kutscher auf.
Schon oft fiel seine schöne Stimme im Kreise guter Freunde auf, allein man legte derselben keine weitere Beachtung bei. Da hörte ihn Hofrat Bernhard Pollini, Direktor des Hamburger Stadttheaters und ließ ihn Probesingen. Zum Anfang, als die Kunde durch Deutschland drang, man hätte abermals einen Tenor auf dem Kutschbocke entdeckt, wollte man dieser Neuigkeit kein rechtes Vertrauen entgegenbringen, man glaubte nicht an einen zweiten Theodor Wachtel.
Der durch den Komponisten Hermann Zumpe und den Sänger Franz Krückl ausgebildete Bötel debütierte am 6. Januar 1883 am Hamburger Stadttheater als Lyonel in der Oper Martha von Friedrich von Flotow „bei brechend vollem Hause. [...] Die phänomenale Stimme, ein eleganter, seelenvoller Vortrag und sehr degagirtes Spiel riefen endlosen Jubel hervor. Bötel wurde unzähligemale hervorgerufen.“
Am 5. März 1883 trat er als Chapelou/St. Phar in der Oper Le postillon de Lonjumeau von Adolphe Adam ebenfalls in Hamburg auf. Für seine Bühnenpremiere in dieser Rolle schenkte ihm der Hamburger Droschkenkutscher-Verein eine versilberte Reitpeitsche im Wert von 500 Mark, damit er diese im sog. Peitschenlied knallen lassen konnte. In dieser Oper findet sich die Parallele zu Bötels Leben, dass darin ein einfacher Postillon ebenfalls als Opernsänger entdeckt wird.
Ob in Wien oder Berlin, ob in Köln, Breslau oder Stuttgart, wo er auch immer auf Gastspielen erschien, immer wurde der seltenen Stimme Bötels unumwundene Anerkennung gezollt.
Ludwig Speidel meinte gelegentlich eines Gastspiels in Wien: „Es ist wie ein Vogel, dem es erst in der Höhe recht wohl wird.“
1900 schied er aus dem Verband des Stadttheaters und war dann noch bis 1911 als Sänger tätig. Er starb in Hamburg und wurde begraben auf dem Friedhof Ohlsdorf, das Grab existiert allerdings nicht mehr. Der Grabstein steht heute auf dem Familiengrab im St.-Marien- und St.-Nikolai-Friedhof I im Ortsteil Prenzlauer Berg.
Sein Sohn Bernhard Bötel (1883–1953) wurde ebenfalls Opernsänger.